# Mesul
Mesul – wieś położona w północnej części Albanii w gminie Gjegjan. Wieś znajduje się 72 kilometrów od stolicy państwa, Tirany.

## Demografia
Według spisu ludności z 1989 roku we wsi Mesul mieszkało 836 mieszkańców.